# Khvājeh Shāhī
Khvājeh Shāhī (persiska: خواجه شاهی) är en ort i Iran.   Den ligger i provinsen Östazarbaijan, i den nordvästra delen av landet, 400 km väster om huvudstaden Teheran. Khvājeh Shāhī ligger 1 666 meter över havet och antalet invånare är 593.
Terrängen runt Khvājeh Shāhī är kuperad åt sydost, men åt nordväst är den platt. Runt Khvājeh Shāhī är det ganska glesbefolkat, med 22 invånare per kvadratkilometer. Khvājeh Shāhī är det största samhället i trakten. Trakten runt Khvājeh Shāhī består i huvudsak av gräsmarker.